# Nacionalna fašistična stranka
Nacionalna fašitična stranka (italijansko: Partito Nazionale Fascista) je bila fašistična in protidemokratična stranka, ki je delovala v Italiji v času fašizma. Njen predsednik je bil Benito Mussolini. Po koncu druge svetovne vojne je bila stranka razglašena za zločinsko organizacijo in prepovedana.